# Isabel Koellreuter
Isabel Koellreuter (* 10. Februar 1974 in Locarno) ist eine Schweizer Historikerin und Politikerin (SP).

## Leben
Isabel Koellreuter, Tochter des Ökonomen Christoph Koellreuter und Nichte des Politikers Andreas Koellreuter, studierte Geschichte, Kunstwissenschaft und Volkswirtschaftslehre an den Universitäten Basel und Salamanca. Nach ihrem Lizenziat 2001 arbeitete sie als wissenschaftliche Mitarbeiterin an der Hochschule Luzern – Soziale Arbeit, für verschiedene Museen und Publikationsprojekte. 2010 gründete sie gemeinsam mit der Kulturwissenschaftlerin Franziska Schürch die Agentur «Schürch & Koellreuter, Kulturwissenschaft und Geschichte».
Ihr Forschungsschwerpunkt liegt in der Regional- und in der Ernährungsgeschichte.
Seit 2011 hat sie einen Lehrauftrag an der Hochschule für Technik und Wirtschaft in Chur.
Isabel Koellreuter ist auch politisch aktiv. Vom 11. Januar 2006, als sie für Hans-Peter Wessels nachrückte, bis zum 31. März 2008, als sie zurücktrat, sass sie als SP-Vertreterin im Grossen Rat des Kantons Basel-Stadt.

## Schriften

### Monografien
- mit Sabine Kronenberg und Hans Rudolf Schneider: Alpenliebe. Lesereisen ins helvetische Gebirge (= Edition Dichter- und Stadtmuseum Liestal. Bd. 2). Christoph Merian, Basel 2006, ISBN 3-85616-284-4.
- mit Nathalie Unternährer: Brot und Stadt: Bäckerhandwerk und Brotkonsum in Basel vom Mittelalter bis zur Gegenwart. Schwabe, Basel 2006, ISBN 3-7965-2199-1.
- Milchgeschichten. Bedeutungen der Milch in der Schweiz zwischen 1870 und 1930. VDM Verlag Dr. Müller, Saarbrücken 2009, ISBN 978-3-639-11843-8.
- mit Arlette Schnyder, Sibylle Meyrat, Stefan Hess und Daniel Hagmann: Riehen – ein Portrait. Schwabe, Basel 2010, ISBN 978-3-7965-2672-5.
- Konzeption, Mitautorin: Schweizerisches Nationalmuseum (Hrsg.): Soie pirate. 2 Bände. Scheidegger & Spiess, Zürich 2010, ISBN 978-3-85881-311-4.
- mit Martin Lüpold und Franziska Schürch: Hero – seit 1886 in aller Munde: Von der Konserve zum Convenience Food. Hrsg. von der Stiftung Museum Burghalde, und dem Schweizerischen Wirtschaftsarchiv. Verlag „hier + jetzt“, Baden 2011, ISBN 978-3-03919-220-5.
- mit Franziska Schürch: Heiner Koechlin (1918–1996). Porträt eines Basler Anarchisten, Basel 2013 ISBN 978-3-7245-1876-1
- mit Franziska Schürch: Rainer Brambach – Ich wiege 80 Kilo, und das Leben ist mächtig. Eine Biografie. Diogenes, Zürich 2016, ISBN 978-3-257-06978-5.

### Aufsätze (Auswahl)
- «Ist Verkaufen eigentlich ein Beruf?» Der Weg zur Berufsausbildung für Verkäuferinnen in der Schweiz. In: Traverse. 2005/3, S. 95 ff.